# Панкадж Шарма
Панкадж Шарма (англ. Pankaj Sharma) — індійський дипломат. Генеральний консул Індії в Одесі (Україна) (1994—1997). Надзвичайний і Повноважний Посол Індії в Мексиці (з 2022).

## Життєпис
Має ступінь доктора філософії. в галузі менеджменту інформаційних технологій та ступінь магістра технології в менеджменті та системах в Індійському технологічному інституті, Делі.
У 2001—2002 рр. він був запрошеним викладачем кафедри інформаційних систем управління Школи менеджменту Краннерта Університету Пердью, США.
Розпочав свою дипломатичну службу з посади другого секретаря у місії Індії в РФ з 1993 по 1994 роки. Після цього він був в Україні генеральним консулом в Одесі з 1994—1997 рр.
Його інші призначення включають секретаря та керівника відділу з питань роззброєння та міжнародної безпеки (D&ISA), спільного секретаря відділу технічного співробітництва та економічних відносин, заступника секретаря/директора політичного відділу ООН та відділу Східної Європи в Міністерстві Зовнішні справи (MEA) Індії. Служив в індійських місіях в РФ, Україні, США, Ізраїлі, Нідерландах та Швейцарії.
Під час роботи в посольстві Індії в Гаазі, Нідерланди, посол Шарма працював заступником постійного представника Індії в ОЗХЗ. Згодом, з квітня 2012 року по жовтень 2016 року, він перебував у складі Організації із заборони хімічної зброї (ОЗХЗ).
Як спільний секретар відділу D&ISA з листопада 2016 року по жовтень 2018 року, його обов'язки включали всі питання, пов'язані з роззброєнням, нерозповсюдженням і контролем над озброєннями, цивільним ядерним співробітництвом, стратегічною торгівлею, космічним співробітництвом, морською безпекою, експортним контролем і багатосторонніми режимами експортного контролю. 
З 2018 по 2021 рр. — був постійним представником Індії на Конференції з роззброєння в Женеві, Швейцарія.
З 9 лютого 2022 року — Надзвичайний і Повноважний Посол Індії в Мексиці та Верховний комісар Індії в Белізі.